# Breguzzo
Breguzzo là một đô thị ở tỉnh Trento ở vùng Trentino-Alto Adige/Südtirol của Ý, tọa lạc cách 35 km về phía tây của Trento. Tại thời điểm ngày 31 tháng 12 năm 2004, đô thị này có dân số 580 người và diện tích là 35,1 km².
Breguzzo giáp các đô thị: Daone, Villa Rendena, Tione di Trento, Bondo, Bolbeno, và Roncone.